# 시모네타 솜마루가

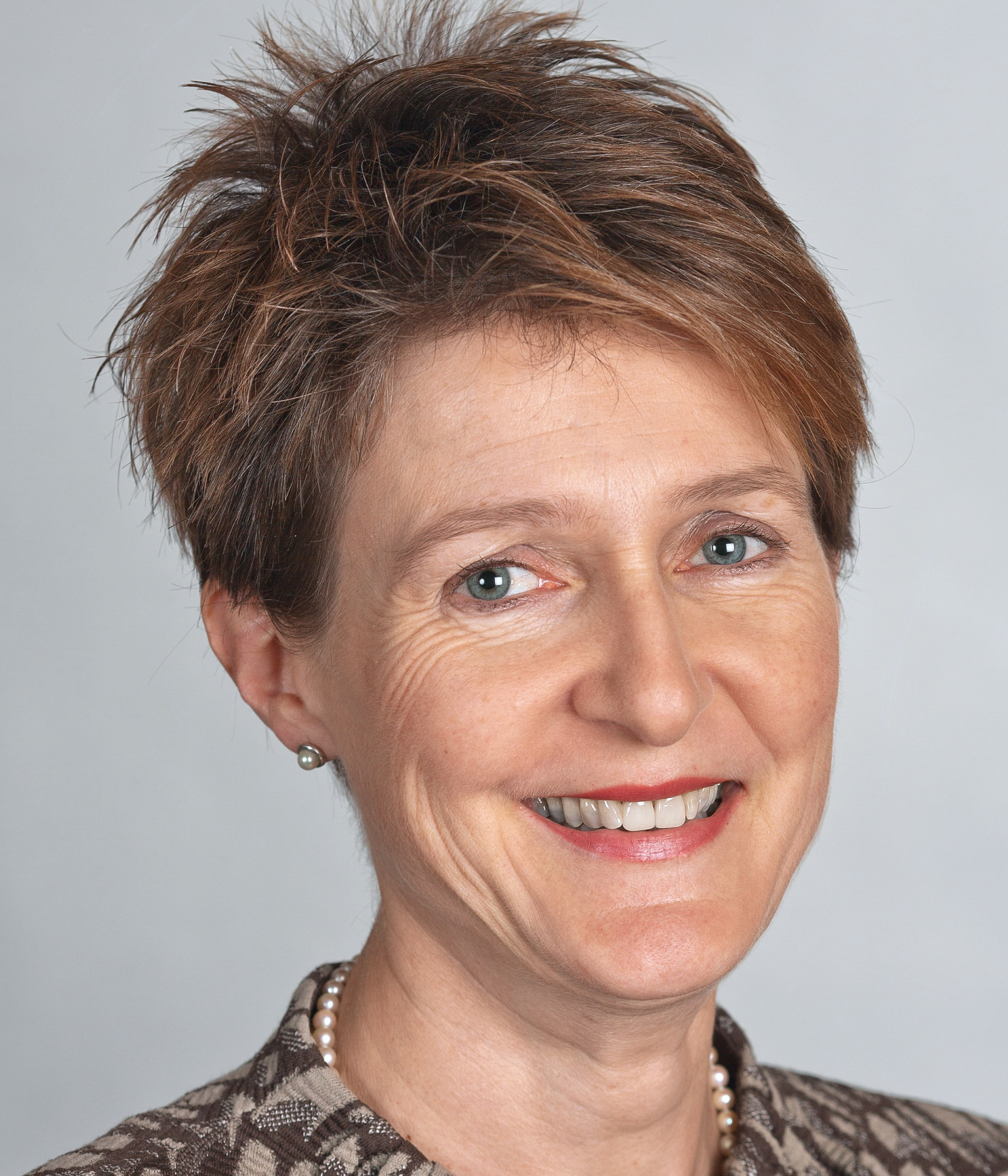
시모네타 솜마루가

시모네타 솜마루가(이탈리아어: Simonetta Sommaruga, 1960년 5월 14일 ~ )는 스위스의 정치인이다. 2014년 1년간 부통령으로 있었고, 2015년부터 2016년까지 대통령으로 재직했다.